# Odón de Cluny
San Odón de Cluny (nacido ca. 878 o 879 en el Maine - fallecido el 18 de noviembre de 942), santo de la Iglesia católica, era un religioso francés de la Edad Media, que llegó a ser en 920 el tercer abad de Aurillac y de 926 a 942 el segundo abad de Cluny donde sucedió a Bernón. Promulgó varias reformas en el sistema de Monasterios de Cluny en Italia y Francia. 

## Vida

### Entrada en las órdenes
La primera biografía la realizó el monje Juan de Salerno pocos años después de su muerte. Odón era el hijo de un señor feudal de Déols, cerca de Le Mans. En su infancia, la primera intención de sus padres fue dedicarlo a la vida religiosa, bajo la advocación de San Martín de Tours. Más tarde decidieron continuar su educación en la corte del conde de Anjou y posteriormente en la de Guillermo el Piadoso, duque de Aquitania, donde se preparó para guerrear.
Debido a crecientes y fuertes dolores de cabeza que ningún médico podía aliviar y después de hacer votos de que si se produjese su curación se volvería a consagrar a Martín de Tours, así lo hizo. En 899 se retira a la iglesia de San Martín de Tours. Después de haber completado su formación en París, siendo discípulo del erudito obispo de Auxerre, Remigius de Auxerre, escribe un compendio de los Moralia in Job de Gregorio Magno.
Alrededor de 909, llegó a ser monje benedictino, y luego superior de la escuela abacial de la abadía de Baume, donde llevó consigo 100 libros y cuyo abad, Bernón de Baume, sería el fundador y primer abad de la abadía de Cluny.

### Abad de Aurillac
Sucede como tercer abad de Aurillac a Jean d'Aurillac, pariente del fundador San Géraud y escribe su vida a petición de Turpin, obispo de Limoges que lo ordenará sacerdote en 925. Odón recopiló todos los documentos y testimonios de los que habían conocido a Géraud y estudió cuidadosamente la fundación y los estatutos de la abadía que había servido de modelo para Cluny. Con la Vida de san Geraldo de Aurillac, propone el primer modelo de caballero cristiano, señor poderoso que pone su fuerza y sus riquezas al servicio de la justicia y de la paz. Se desconoce durante cuánto tiempo fue abad de Aurillac, donde tuvo un coadjutor de nombre  Arnulphe que le sucedió en 926.

### Abad de Cluny
Escogido en su testamento por Bernón para sucederle como segundo abad de Cluny, toma posesión a su muerte en 926 o 927. La abadía entonces sólo tenía 12 monjes, pequeñas propiedades y estaba todavía construyéndose.
Es muy probable también que el autor del acta fundacional de Cluny, expedido en Bourges, anterior a su llegada a la abadía fuese Odón ya que se le conocía su conocimiento y competencia en el derecho canónico y está firmado por Oddo Levita, o sea, Clérigo Odón.
En 931 consigue por privilegio del papa Juan XI, para que la abadía de Cluny tenga la misma inmunidad que la Abadía de Saint-Géraud d'Aurillac. Como jefe de la orden que depende directamente de la Santa Sede le está permitido dirigir y unir todos los monasterios que le quieran confiar los abades laicos (como es el caso de Fleury-sur Loire), así como acoger en Cluny a monjes benedictinos pertenecientes a comunidades todavía no reformadas. El mayor número de monasterios reformados, sin embargo, se mantuvo independiente y se convirtieron en varios centros de reforma. 
Actuó fundamentalmente en la reforma de monasterios en Aquitania, norte de Francia, e Italia. Entre 936 y 942 visitó Italia en varias ocasiones, teniendo gran influencia, como consejero de los papas León VII y Esteban VIII. Fundó en Roma el monasterio de Nuestra Señora en el Aventino y reformó varios conventos, por ejemplo, Subiaco y Monte Cassino. En varias ocasiones le fueron encomendadas importantes misiones políticas, por ejemplo, cuando puso paz entre Hugo de Arlés y Alberico II de Espoleto.
Odón se convirtió en el gran reformador de Cluny, que se convirtió en el modelo de vida monástica durante más de un siglo y fue ejemplo del papel de la piedad en la vida cotidiana en Europa.
Construye una iglesia dedicada a San Pedro llamada Saint-Pierre-le-Vieux. Proporciona a la abadía una buena biblioteca, una escuela y consigue el derecho a acuñar moneda.
Su reputación de santidad atrae a numerosos monjes a la abadía y numerosos ermitaños en los alrededores. Es llamado para reformar otros monasterios, entre los que se encuentran la Abadía de San Pablo Extramuros en Roma y San Agustín en Pavía.
De la misma forma que Bernón lo había escogido para sucederle, Odón nombra como su sucesor a Aimar de Cluny.

## Obra

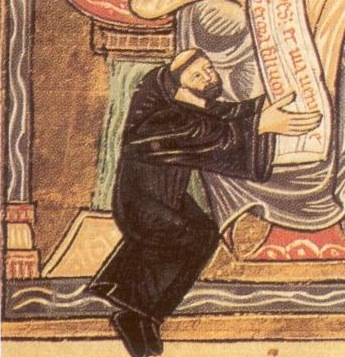
Odón de Cluny, miniatura del.

Odón es el primero que reúne manuscritos en la biblioteca de Cluny trayendo libros provenientes de San Martín de Tours.
Entre sus escritos se encuentran:
- Collationes (Conferencias), tres libros de ensayos de moral sobre las virtudes y los males de su tiempo y sus remedios y su meditación espiritual, teniendo como modelo una obra del monje y teólogo Juan Casiano. Fueron muy estimadas en la Edad Media.
- Occupatio, un largo poema épico sobre la Redención.
- De vita sancti Gerardi, sobre la vida de San Geraldo de Aurillac que lo presenta como un guerrero que lucha únicamente por la paz, rehúye derramar sangre, va a misa regularmente y es un modelo de humildad, sobriedad y otras virtudes. La vida de Geraldo (militar y de santidad) es una de las primeras descripciones de un santo escritas en lenguaje accesible para el gran público en la literatura medieval.
- Epítomes, resúmenes de otras obras religiosas.
- Sermones, donde insiste en la autoridad de la jerarquía eclesiástica y en la castidad.
- Translatio, una historia del traslado del cuerpo de san Martín de Tours en Borgoña (ceremonia importante en la época).

### Como teórico de la música y compositor
Dotado de educación musical, escribió varias obras en las que fue el primero en nombrar las notas musicales con letras (A para la, B para el si, utilización que se ha mantenido en los países germánicos y anglosajones) y clasifica las melodías y sonidos.
Se atribuye a Odón (Eiusdem Oddonis, año 900 aprox.) la primera referencia escrita del organistrum acerca de su construcción: Quomodo organistrum construatur ("Cómo construir un organistrum"). Se describe cómo ubicar las teclas a lo largo del mástil para lograr una escala musical completa.
Asimismo se le atribuyeron el Diálogo sobre la música y, algunos, la Musica enchiriadis, ambas obras dedicadas a la teoría de la música.
Como compositor su producción musical incluye doce antífonas corales en honor a San Martín de Tours.
| Predecesor: - | Abad de Cluny Odón de Cluny 909-926 | Sucesor: Aimar de Cluny 926-942 |